# The Great Mass
The Great Mass osmi je studijski album grčkog simfonijskog death metal-sastava Septicflesh. Diskografska kuća Season of Mist objavila ga je 18. travnja 2011.

## Popis pjesama
Tekstovi: Sotiris Anunnaki V, glazba: Septicflesh.
| 1.    | »The Vampire from Nazareth« | 4:08 |
| 2.    | »A Great Mass of Death«     | 4:46 |
| 3.    | »Pyramid God«               | 5:13 |
| 4.    | »Five-Pointed Star«         | 4:33 |
| 5.    | »Oceans of Grey«            | 5:11 |
| 6.    | »The Undead Keep Dreaming«  | 4:29 |
| 7.    | »Rising«                    | 3:16 |
| 8.    | »Apocalypse«                | 3:55 |
| 9.    | »Mad Architect«             | 3:36 |
| 10.   | »Therianthropy«             | 4:28 |
| 43:35 |                             |      |

## Zasluge
| Septicflesh - Seth Siro Anton – vokali, bas-gitara, ilustracije - Sotiris Anunnaki V – čisti vokali, gitara - Christos Antoniou – gitara, orkestracija - Fotis Benardo – bubnjevi, udaraljke, tonska obrada Dodatni glazbenici - Androniki Skoula – vokali - Iliana Tsakiraki – vokali - George Diamantopoulos – kaval, yaylı tambur - Praški filharmonijski orkestar – orkestar - Praški filharmonijski zbor – zborski vokali |  | Ostalo osoblje - George Emmanuel – tonska obrada - Steve Venardo – tonska obrada - Peter Tägtgren – produkcija, miksanje - Jonas Kjellgren – masteriranje - Jan Holzner – tonska obrada (orkestra) - Michal Hradisky – pomoćnik pri tonskoj obradi (orkestra) - Jon Simvonis – fotografija |